# Team AfterPay
Team AfterPay is een Nederlandse schaatsploeg. Het is een Erkend Topteam, dat is ontstaan uit het developmentteam van iSkate, dat in het seizoen 2013-2014 het ijs opging als Team AfterPay-Athleteshop.

## Seizoenen

### 2014-2015
Het talententeam ging in 2014 door onder de vlag van AfterPay, met als cosponsor Travelbags.
De ploeg bestond uit Floor van den Brandt, Bo van der Werff, Anice Das, Mayon Kuipers, Bente van den Berge, Emma van Rijn, Rosa Pater en de allrounders Reina Anema en Julia Berentschot.
Team AfterPay (nog altijd een developmentteam dat viel onder het RTC Noord) verraste tijdens de NK afstanden meteen door drie van de vijf World Cup-tickets op de 500 meter te pakken. Van der Werff won brons in het klassement over twee ritten. Van den Brandt werd vierde en Das vijfde.
In het World Cup-circuit deden de vrouwen het goed, met een reeks toptiennoteringen en in Seoul twee vierde plaatsen voor Van den Brandt. Van den Brandt plaatste zich tijdens het NK sprint (waar ze als vijfde eindigde en zilver pakte op de eerste 500 meter) ook voor de WK afstanden in Heerenveen. Daar moest ze genoegen nemen met een negende plaats.
Tijdens de afsluitende World Cup-finale in Erfurt was Van den Brandt met een zesde plaats de beste Nederlandse op de 500 meter.

### 2015-2016
In het derde seizoen van Team AfterPay werd de ploeg een Erkend Topteam. New Balance werd cosponsor. De kern van de ploeg bleef behouden. Van Rijn stopte en Anema stapte over naar de allroundploeg van iSkate. In mei en augustus sloten twee grote namen aan bij de ploeg van Van der Gun: Jorien ter Mors en Annette Gerritsen. Ter Mors combineerde het langebaanschaatsen bij Team AfterPay met shorttrack in de nationale selectie.
Tijdens de World Cup-trials in Enschede greep Team AfterPay opnieuw drie van de vijf startbewijzen op de 500 meter: Ter Mors, Van der Werff en Van den Brandt. Ter Mors won ook met groot verschil de 1000 meter.
Bij de eerste World Cup, in Calgary, reed Ter Mors een Nederlands record (1.12,66) op de kilometer. Dat was in een wedstrijd waar het wereldrecord twee keer werd verbroken, goed voor de vierde plaats. In Stavanger won ze in januari de 1000 meter.
Ter Mors werd Nederlands kampioen op de 1000 en 1500 meter en won in Kolomna de wereldtitel op die afstanden. Bij het WK sprint eindigde de Twentse als derde.

### 2016-2017
Sponsor AfterPay maakte op 3 mei 2016 bekend dat het bedrijf de schaatsploeg tot en met de Winterspelen van 2018 blijft steunen. Ter Mors, Gerritsen, Van den Brandt, Van der Werff, Das en Kuipers tekenden bij. Janine Smit, Letitia de Jong en Karolína Erbanová waren de nieuwkomers.

### 2017-2018
Op 5 januari 2018 maakte AfterPay bekend na vijf jaar te stoppen met sponsoring.